# Győr-Moson-Sopron vármegyei 1. sz. országgyűlési egyéni választókerület
A Győr-Moson-Sopron vármegyei 1. számú országgyűlési egyéni választókerület egyike annak a 106 választókerületnek, amelyre a 2011. évi CCIII. törvény Magyarország területét felosztja, és amelyben a választópolgárok egy-egy országgyűlési képviselőt választhatnak. A választókerület nevének szabványos rövidítése: Győr-Moson-Sopron 01. OEVK. Székhelye: Győr

## Területe
A választókerület az alábbi településeket foglalja magába:
1. Győr választókerülethez tartozó területének határvonala: Hegyeshalom felől az M1-es autópálya középvonala a városhatáron való belépési ponttól a 83-as útig, a 83-as út középvonala a 821. sz. főútig, a 821. sz. főút középvonala a Lajta utcáig, a Lajta utca középvonala az Ikva utcáig, az Ikva utca középvonala a Mónus Illés utcáig, a Mónus Illés utca és folytatásában a Magyar utca középvonala, majd a Földes Gábor utca középvonala az Ifjúság körútig, az Ifjúság körút középvonala a Szigethy Attila útig, a Szigethy Attila út középvonala a Fehérvári útig, a Fehérvári út középvonala az Erfurti útig, az Erfurti út középvonala a Szőnyi Márton utcáig, a Szőnyi Márton utca középvonala a Zöld utcáig, a Zöld utca középvonala a Somogyi Imre utcáig, a Somogyi Imre utca középvonala a József Attila utcáig, a József Attila utca középvonala a Fehérvári útig, a Fehérvári út és folytatásában a Külső Fehérvári út középvonala a 81-es számú útig, a 81-es számú út középvonala a városhatárig, a városhatár vonala az óramutató járásával ellentétes irányban a kiindulási pontig.
2. Kisbajcs
3. Nagybajcs
4. Vének

## Országgyűlési képviselője
| Név                 | Párt                                         | Párt        | Terminus | Megjegyzés                                   |
| ------------------- | -------------------------------------------- | ----------- | -------- | -------------------------------------------- |
| Simon Róbert Balázs |                                              | Fidesz-KDNP | 2014 –   | A 2014-es országgyűlési választás eredménye: |
| Simon Róbert Balázs | A 2018-as országgyűlési választás eredménye: | Fidesz-KDNP | 2014 –   |                                              |
| Simon Róbert Balázs | A 2022-es országgyűlési választás eredménye: | Fidesz-KDNP | 2014 –   |                                              |

## Demográfiai profilja
| Iskolai végzettség                | Iskolai végzettség               | Iskolai végzettség | Iskolai végzettség | Iskolai végzettség |
| --------------------------------- | -------------------------------- | ------------------ | ------------------ | ------------------ |
|                                   |                                  |                    |                    | fő                 |
| Általános iskolát nem végezte el  | Általános iskolát nem végezte el |                    | 812                | 812                |
| Általános iskola                  | Általános iskola                 |                    | 9397               | 9397               |
| Szakmunkás                        | Szakmunkás                       |                    | 14253              | 14253              |
| Érettségi                         | Érettségi                        |                    | 27927              | 27927              |
| Diploma                           | Diploma                          |                    | 22193              | 22193              |
| A 2022. évi népszámlálás szerint. |                                  |                    |                    |                    |

A Győr-Moson-Sopron vármegyei 1. sz. választókerület lakónépessége 2022. október 1-jén 88 712 fő volt. A 2011-es és a 2022-es népszámlálás között 352 fővel csökkent a választókerület lakosság száma. A választókerületben a korösszetétel alapján a legtöbben a középkorúak élnek 31 366 fővel, míg a legkevesebben a gyermekek 14 130 fővel. A választókerület lakosságának a 87,3%-nál van internet elérési lehetőség.
A legmagasabb befejezett iskolai végzettség szerint az érettségi végzettséggel rendelkezők élnek a legtöbben 27 927 fő, utánuk a következő nagy csoport a diplomások 22 193 fővel.
Gazdasági aktivitás szerint a lakosság közel fele foglalkoztatott 47 152 fő, második legjelentősebb csoport az inaktív keresők, akik főleg nyugdíjasok 19 134 fővel.
A választókerület legjelentősebb nemzetiségi csoportja a német 1130 fő, illetve a cigány 497 fő. Magyar állampolgársággal nem rendelkező külföldi állampolgárok aránya 2,7%.
Vallási összetétel szerint a választókerületben lakók legnagyobb vallása a római katolikus (26 136 fő), valamint jelentős közösség még a reformátusok (3215 fő). A vallási közösséghez nem tartozók száma szintén jelentős (8321 fő), a választókerületben a második legnagyobb csoport a római katolikus vallás után. 

## Országgyűlési választások
A 2018-as országgyűlési választáson az alábbiak indultak jelöltként:
- Molnár József (Momentum Mozgalom)

| Párt                                | Párt                   | Jelölt                 | Szavazatok | %     |
| ----------------------------------- | ---------------------- | ---------------------- | ---------- | ----- |
|                                     | Fidesz-KDNP            | Simon Róbert Balázs    | 21 560     | 48,76 |
|                                     | Összefogás             | Fábián György Zoltán   | 12 893     | 29,16 |
|                                     | Jobbik                 | Fodor Roland Alexander | 6364       | 14,39 |
|                                     | LMP                    | Madarász Zsuzsanna     | 2468       | 5,58  |
|                                     | Munkáspárt             | Milkovics Attila       | 191        | 0,43  |
|                                     | Szociáldemokraták      | Sali Csaba             | 144        | 0,33  |
|                                     | Egyéb pártok           |                        | 596        | 1,34  |
| Megjelent                           | Megjelent              | Megjelent              | 44 544     | 64,5  |
| Választópolgárok száma              | Választópolgárok száma | Választópolgárok száma | 69 060     | 100   |
| A Fidesz-KDNP nyeri meg a körzetet. |                        |                        |            |       |